# Ron Scapp
Ron Scapp (Nova York, 29 de juny de 1955) és un filòsof de l'educació estatunidenc. El seu treball es centra en el lideratge, les polítiques educatives i l'apoderament del professorat. És doctor en Filosofia per la Universitat de Stony Brook, on va estudiar sobre qüestions de raça, classe i gènere.
Scapp és el director i fundador del Programa de Postgrau en Estudis Urbans i Multiculturals al College of Mount Saint Vincent del Bronx. També és membre del National Education Policy Center de la Universitat de Colorado a Boulder i va exercir com a president de l'Association for Ethnic Studies entre 2011 i 2015, essent l'editor d'Ethnic Studies Review. A més, va col·laborar amb l'activista bell hooks a l'obra de 1994 Teaching to transgress. Education as the practice of freedom.

## Obra publicada
- Teaching Values: Critical Perspectives on Education, Politics and Cultural (Routledge, 2003).[3]
- Managing to be Different: Educational Leadership as Critical Practice[4] (Routledge, 2006).
- Eating Culture (coeditor amb Brian Seitz), SUNY, 1998.
- Etiquette: Reflections on Contemporary Comportment (coeditor amb Brian Seitz), SUNY Press, 2007.[5]
- Fashion Statements: On Style, Appearance and Reality (coeditor amb Brian Seitz) Palgrave, 2010.
- Living With Class: Philosophical Reflections on Identity and Material Culture (coeditor amb Brian Seitz) Palgrave 2013.
- Dialogue With Teachers, United Federation of Teachers/Teacher Center Publication.
- Hot Topics: Contemporary Philosophy and Culture (cooeditor amb Brian Seitz) SUNY Press.
- Positions: Education, Politics and Culture (coeditor amb Kenneth J. Saltman) Routledge.